# Mustasch (album)
Mustasch är bandet Mustaschs femte album, utgivet 2009. Det var deras första med gitarristen David Johannesson och trummisen Danne McKenzie, som ersatte Hannes Hansson respektive Mats Hansson.
Albumet vann en Grammis för årets hårdrock och blev 5:a på Sverigetopplistan.

## Låtlista
1. Tritonus (Prelude) - 0:35
2. Heresy Blasphemy - 3:50
3. Mine - 3:36
4. Damn It's Dark - 3:27
5. The Man the Myth the Wreck - 2:41
6. The Audience Is Listening - 3:33
7. Desolate - 5:06
8. Deep in the Woods - 4:14
9. I'm Frustrated - 4:00
10. Lonely - 3:18
11. Blackout Blues - 3:39
12. Tritonus - 5:40

## Banduppsättning
- Ralf Gyllenhammar, sång och gitarr
- David Johannesson, gitarr
- Danne McKenzie, trummor
- Stam Johansson, bas